# Buffalo Bills 2014
La stagione 2014 dei Buffalo Bills è stata la 45ª della franchigia nella National Football League, la 55ª incluse quelle nell'American Football League. Nella seconda stagione sotto la direzione del capo-allenatore Doug Marrone la squadra ebbe un record di 9 vittorie e 7 sconfitte, piazzandosi seconda nella AFC East. Fu la prima stagione con un record positivo dal 2004 ma non fu sufficiente per qualificarsi ai playoff, mancando l'approdo per il quindicesimo anno consecutivo. La difesa della squadra continuò a giocare bene, classificandosi prima nella NFL con 54 sack.
Il 25 marzo 2014 scomparve il fondatore dei Bills, Ralph Wilson all'età di 95 anni. Questi lasciò la franchigia a un trust presieduto dalla moglie Mary, dai nipoti e da due dirigenti della squadra, a cui erano stati dati ordini di vendere in breve tempo la squadra con la condizione che fosse rimasta a Buffalo. Ad acquisire il club alla fine fu il proprietario dei Buffalo Sabres e imprenditore nel gas naturale Terrence Pegula che chiuse l'affare l'8 ottobre.

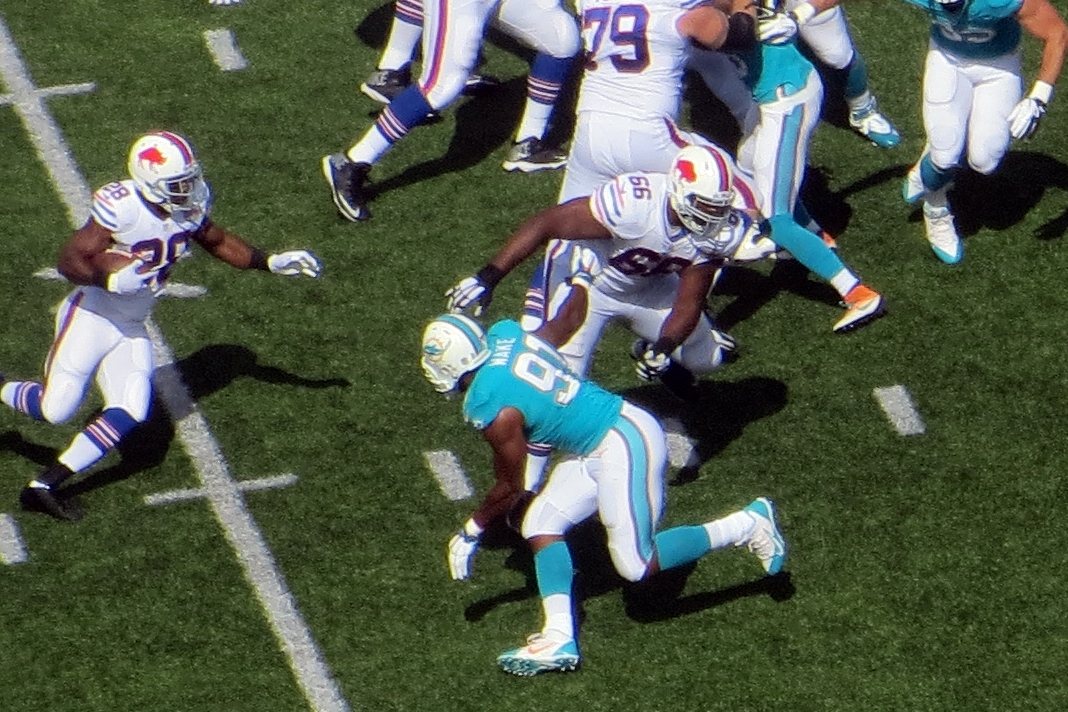
La partita contro i Miami Dolphins del 14 settembre 2014

## Roster
| Roster dei Buffalo Bills nel 2014 |
| --- |
| Quarterback - 3 EJ Manuel - 18 Kyle Orton Running Back - 35 Bryce Brown - 26 Anthony Dixon - 22 Fred Jackson - 28 C.J. Spiller - 48 MarQueis Gray FB Wide Receiver - 81 Marcus Easley - 88 Marquise Goodwin - 15 Chris Hogan - 11 Marcus Thigpen - 80 Deonte Thompson - 14 Sammy Watkins - 10 Robert Woods Tight End - 84 Scott Chandler - 89 Chris Gragg - 85 Lee Smith Offensive Linemen - 77 Cordy Glenn T - 75 Chris Hairston T - 66 Seantrel Henderson T - 71 Cyrus Kouandjio T - 79 Erik Pears G/T - 68 Cyril Richardson G - 60 Kraig Urbik G/C - 70 Eric Wood C Defensive Linemen - 97 Corbin Bryant DT - 96 Stefan Charles DT - 99 Marcell Dareus DT - 55 Jerry Hughes DE - 91 Manny Lawson DE - 95 Kyle Williams DT - 94 Mario Williams DE - 92 Jarius Wynn DE Linebacker - 53 Nigel Bradham OLB - 52 Preston Brown MLB - 54 Larry Dean OLB - 58 Randell Johnson OLB - 57 Ty Powell MLB - 56 Keith Rivers OLB - 51 Brandon Spikes MLB Defensive Back - 33 Ron Brooks CB - 29 Ross Cockrell CB - 24 Stephon Gilmore CB - 20 Corey Graham CB - 30 Bacarri Rambo FS - 37 Nickell Robey CB - 25 Da'Norris Searcy SS - 23 Aaron Williams FS - 27 Duke Williams SS Special Team - 2 Dan Carpenter K - 4 Jordan Gay K - 65 Garrison Sanborn LS - 6 Colton Schmidt P Lista delle riserve - 50 Kiko Alonso OLB (NF-Inj.) - 30 Mario Butler CB (IR) - 31 Kenny Ladler FS (IR) - 21 Leodis McKelvin CB (IR) - 36 Jonathan Meeks FS (IR) - 58 Stevenson Sylvester OLB (IR) - 74 Chris Williams G (IR) Squadra di allenamento - 46 Deon Broomfield S - 62 William Campbell G - 45 Jimmy Gaines LB - 86 Caleb Holley WR (Practice squad/Injured) - 98 Ike Igbinosun DE - 93 Bryan Johnson DE - 73 D.J. Morrell G - 17 Tobais Palmer WR - 44 Rod Sweeting CB - 90 Jeremy Towns DT - 7 Jeff Tuel QB |
| Legenda - I rookie sono in corsivo. - Il primo ruolo è il principale mentre gli eventuali successivi indicano i ruoli secondari. - (IR) sta per Injured Reserve ed indica la lista ristretta per un solo giocatore infortunato che può tornare ad allenarsi dopo la settimana 6 e a rientrare in prima squadra dopo che questa ha giocato 8 partite. - (NF-Inj.) / (NF-Ill.) stanno rispettivamente per Non-Football Injured e Non-Football Illness ed indicano le liste dove viene inserito un giocatore che ha un infortunio o una malattia non dipendente dal football americano. - (PUP) sta per Physically Unable to Perform ed indica la lista dove viene inserito un giocatore mentre è in attesa di recuperare la condizione fisica. Nella stagione regolare dopo la sesta partita giocata dalla propria squadra, il giocatore ha tempo tre settimane per riprendere ad allenarsi, più tre settimane aggiuntive dal suo rientro agli allenamenti per rientrare in prima squadra. |

Fonte:

## Calendario
| Stagione regolare |                    |                         |                    |                    |                                     |                    |
| Turno             | Data               | Avversario              | Risultato          | Record             | Stadio                              | Sintesi            |
| 1                 | 7 settembre        | at Chicago Bears        | V 23–20 (DTS)      | 1–0                | Soldier Field                       | Recap              |
| 2                 | 14 settembre       | Miami Dolphins          | V 29–10            | 2–0                | Ralph Wilson Stadium                | Recap              |
| 3                 | 21 settembre       | San Diego Chargers      | S 10–22            | 2–1                | Ralph Wilson Stadium                | Recap              |
| 4                 | 28 settembre       | at Houston Texans       | S 17–23            | 2–2                | NRG Stadium                         | Recap              |
| 5                 | 5 ottobre          | at Detroit Lions        | V 17–14            | 3–2                | Ford Field                          | Recap              |
| 6                 | 12 ottobre         | New England Patriots    | S 22–37            | 3–3                | Ralph Wilson Stadium                | Recap              |
| 7                 | 19 ottobre         | Minnesota Vikings       | V 17–16            | 4–3                | Ralph Wilson Stadium                | Recap              |
| 8                 | 26 ottobre         | at New York Jets        | V 43–23            | 5–3                | MetLife Stadium                     | Recap              |
| 9                 | Settimana di pausa | Settimana di pausa      | Settimana di pausa | Settimana di pausa | Settimana di pausa                  | Settimana di pausa |
| 10                | 9 novembre         | Kansas City Chiefs      | S 13–17            | 5–4                | Ralph Wilson Stadium                | Recap              |
| 11                | 13 novembre        | at Miami Dolphins       | S 9–22             | 5–5                | Sun Life Stadium                    | Recap              |
| 12                | 24 novembre        | New York Jets           | V 38–3             | 6–5                | Ford Field                          | Recap              |
| 13                | 30 novembre        | Cleveland Browns        | V 26–10            | 7–5                | Ralph Wilson Stadium                | Recap              |
| 14                | 7 dicembre         | at Denver Broncos       | S 17–24            | 7–6                | Sports Authority Field at Mile High | Recap              |
| 15                | 14 dicembre        | Green Bay Packers       | V 21–13            | 8–6                | Ralph Wilson Stadium                | Recap              |
| 16                | 21 dicembre        | at Oakland Raiders      | S 24–26            | 8–7                | O.Co Coliseum                       | Recap              |
| 17                | 28 dicembre        | at New England Patriots | V 17–9             | 9–7                | Gillette Stadium                    | Recap              |

Nota: gli avversari della propria division sono in grassetto.

## Classifiche
| AFC East                 |    |    |   |      |     |      |     |     |     |
|                          | V  | S  | P | %    | DIV | CONF | PF  | PS  | STR |
| (1) New England Patriots | 12 | 4  | 0 | .750 | 4–2 | 9–3  | 468 | 313 | S1  |
| Buffalo Bills            | 9  | 7  | 0 | .563 | 4–2 | 5–7  | 343 | 289 | V1  |
| Miami Dolphins           | 8  | 8  | 0 | .500 | 3–3 | 6–6  | 388 | 373 | S1  |
| New York Jets            | 4  | 12 | 0 | .250 | 1–5 | 4–8  | 283 | 401 | V1  |